# Slidî, Tîvriv
Slidî (în ucraineană Сліди) este o comună în raionul Tîvriv, regiunea Vinnița, Ucraina, formată numai din satul de reședință.

## Demografie
Componența lingvistică a satului Slidî
     Ucraineană (98,23%)
     Rusă (1,14%)
     Alte limbi (0,51%)
Conform recensământului din 2001, majoritatea populației satului Slidî era vorbitoare de ucraineană (98,23%), existând în minoritate și vorbitori de rusă (1,14%).